# メーカー保証
メーカー保証（メーカーほしょう）とは、製造物責任法とは違い、企業が独自に品質を保証する規定のこと。ここでは日本国内におけるメーカー保証を記述する。

## 保証の役割
メーカーが保証修理で対応することの理由は、主に以下の二つが挙げられる。
- 顧客の信頼回復

使用早期に不具合が発生すると、製品や企業の信頼を損ねてしまうため、無料修理をすることにより信頼回復を図る。
- 製品の品質向上

製品や部品の不具合内容をメーカーにフィードバックすることにより、製品の改良に努めることができる。

## 自動車・オートバイ
原則として無改造で、事故、盗難（自動車保険を参照）・過失・著しい過酷な走行（悪路・サーキット走行など）以外の不具合について、製造時に取り付けられたもの、及び純正用品がメーカー保証として適用される。
保証しない項目
- 消耗品（エンジンオイルなど潤滑油、ワイパーブレード、ブレーキパッド。ハロゲン・HIDランプ・LED照明以外のランプ類など）
- 通常の使用損耗・消耗、あるいは経年変化により発生する劣化や退色・やつれ・異音など
- 外的要因による不具合（飛び石、鉄粉、自然災害など）
- 走行に支障のない感覚的不具合（オイルや水のにじみ、ブレーキ鳴きなど）
- 正しい使用、管理等がなされていないことに起因する不具合（オイルメンテ不良など）
- 車両が使用できないことによる損失（休業補償、代車・レンタカーの費用、通信費、交通費、宿泊代、慰謝料など）

保証書
車両に付属の「メンテナンスノート」に保証書が添付されている。家電製品と同様保証書の記入と保管が必要であるが、盗難や紛失、二次三次ユーザーへの継承により保証書が満欄となってしまった場合には概ね無償で再発行してもらえる。ただし、一次ユーザーは新車を販売した販売店、それ以降は継承手続きをした販売店でしか再発行は出来ない。また、保証期間を超過している車両についても再発行はできない。
二次保証
譲渡などで所有者および使用者が変わる場合は一定の車両条件に適する場合のみ、車両の使用者が販売店で手続き（自動車検査登録制度の整備）を踏むことにより、残りの期間の保証を継承することができる（二次保証）。
保証をつけることで商品価値を上げることができるため、中古車業者が直接保証継承の依頼をすることはできない。
なお、手続き中に発見した不具合に関しては、メーカー保証が適用されない（旧所有者および使用者から新所有者および使用者へ譲渡する最中は保証期間の対象とはならない）。

### 自動車
一般的に有効期間は多くの国産車・輸入車は3年もしくは6万キロ以内（一般保証）であるが、重要部品（走る・曲がる・止まる・電子制御装置・乗員保護装置）については5年もしくは10万キロ以内（特別保証）に設定しているメーカーが多い。
中には一般保証については3年を超える保証期間を設定している車種を設定している。
- ヒュンダイ - エンジン、トランスミッション、駆動系は10年10万キロ以内、その他は5年10万キロ以内（2007年以降に登録された車種。レンタカー、タクシーなどを除く）
- レクサス - 消耗品を除く全ての部品に対して5年10万キロ以内
- 三井物産オートモーティブが輸入するGM車（シボレー・HHR、ハマーH2/H3など） - 消耗品を除く全ての部品に対して4年もしくは8万キロ以内

瑕疵担保責任
高額な商品であることから、住宅と同様瑕疵担保責任の問題が発生しやすい。製造上や構造上に不具合がある場合に限り、保証期間を超えても保証修理とみなすメーカーも存在する。その場合、自動車は機械である以上、使用損耗や経年劣化が必ず発生するため、一部の修理費用は自動車の所有者または使用者および自動車ディーラー（以下、ディーラー）が負担することとなる。
保証期間延長制度
部品の不具合のベースが多く、メーカーが責任を認めた物に関して、特別に保証期間を延長する制度が存在する。この制度は比較的新しく2006年頃から増えつつある。
- 構造上・製造上において欠陥があり、自動車保安基準に適合しない不具合に関してはリコール (自動車)を参照。

メーカー保証が適用されない車両
1. 天災により製品の品質が保てない車両
新車のモータープール中に水害や風害・雹害などにより製品の品質が保てない車両を販売しているケースが存在するが、これらについてはメーカー保証が付与されない（保証期間延長も含まれる）。この場合、保証書の欄には『非保証』の旨が記載される。ただし、非保証の車両でもリコール・改善対策・サービスキャンペーンについては対象となるので注意が必要である。
2. 並行輸入車
自動車検査証の型式の欄が「不明」または「--」（ハイフンで囲われている）となっており、車台番号が職権打刻されている車両。
3. 日本産であるが、世界へ輸出された車両を再び日本に輸入した車両
輸出された時点で保証期間は満了となる。

延長保証
メーカー保証とは別に、家電製品と同様一定の保証期間を超えてもユーザーが相応の料金を自動車ディーラーを通して損害保険会社に支払うことにより、決められた部品に関して新たに「保証期間を購入」することができる『保険商品』（瑕疵保証責任保険）が各自動車メーカーにおいて展開されている。
「新車購入時に任意加入できる」保険、「ディーラーで受けた車検時に任意加入できる」保険、「ディーラーで購入した中古車に付与される（追加保険料で期間を延長することも可能）」保険が存在し、自動車メーカーになじみの深い損害保険会社が運営していることが多い。
- 保証がつくしプラン・レクサス延長保証・ロングラン保証・T-Valueハイブリッド保証・レクサスCPO保証（トヨタ自動車・あいおいニッセイ同和損害保険）
- グッドプラス・ワイド保証（日産自動車・損害保険ジャパン日本興亜）
- マモル・ホット保証（本田技研工業）

など。

### オートバイ
国産車に関してはすべてのメーカーにおいて2年（走行キロ制限無し）としている。

## 家電製品
電化製品においては、無改造の自然故障において購入日から1年間を無料修理というのが慣例となっている。
メーカー保証を受けるには保証書の記入と保管が必要であり、紛失してしまった場合には有償となる。（ただし一部ではパソコン等の製品でメーカーが購入日を固有番号で把握できる場合は保証書を紛失してしまった場合でも保証される場合がある）
最近では、家電量販店やネット販売での競争もあり、自動車の延長保証同様メーカーや販売店が独自の損害保険を使用した長期保証規定を設ける場合が増えている。
バルク品、ジャンク品、逆輸入品などは通常メーカー保証は付かない。